# Ponthieva petiolata
Ponthieva petiolata är en orkidéart som beskrevs av John Lindley. Ponthieva petiolata ingår i släktet Ponthieva och familjen orkidéer. Inga underarter finns listade i Catalogue of Life.